# Boule et Bill (film)
Pour les articles homonymes, voir Boule et Bill (homonymie).
Série
Boule et Bill 2
(2017)
Pour plus de détails, voir Fiche technique et Distribution.
Boule et Bill est une comédie franco-belgo-luxembourgeoise écrite et réalisée par Alexandre Charlot et Franck Magnier, sortie en 2013.
Il s'agit d'une adaptation en prises de vue réelles de la bande dessinée éponyme de Jean Roba.

## Synopsis
En 1976, accompagné de ses parents dans les coulisses de la S.P.A., Boule, un petit garçon roux, découvre un Cocker spaniel anglais dont personne ne veut, et demande à ses parents de l'adopter. Sa mère accepte, mais son père refuse de s'en occuper. Boule va nommer le cocker Bill, en référence à "Bill l'Éclair" (selon lui). À peine rentré, Bill met la maison sens-dessus-dessous en essayant d'échapper à son bain.
Le soir, alors que Boule est allé se coucher, son père annonce à sa mère l'obtention d'une nouvelle promotion à son travail. Ils doivent donc déménager à Paris. Pendant leur déménagement, Boule rencontre une tortue qu'il décide d'appeler Caroline et qui tombe tout de suite amoureuse de Bill. À Paris, ils découvrent leur nouveau logement : un petit appartement dans lequel on entend tout ce qui se passe.
Quelques péripéties s'ensuivent. Boule décide d'apporter Bill à l'école pour le montrer à ses copains et pour que sa mère fasse ses cours de piano... Et évidemment, il met le bazar dans la classe... Karine fait sortir Caroline de sa cage qui, en jouant avec Bill, finit par tomber dans le vide-ordure. Boule provoquera un incendie avec une allumette en tentant de la retrouver dans la cave.
Finalement, les parents prennent la décision de donner Bill. Boule l'apprend et, triste, décide de fuguer avec son chien. Il s'est en fait caché dans la cave de son immeuble. Son père, essayant de dessiner un portrait de son fils avec Bill pour lancer un appel à témoins, jette finalement ses croquis dans la poubelle, qui sont découverts par Boule. Celui-ci se dit que si son père les dessine, ils doivent forcément lui manquer ! Mais en voulant rentrer chez lui, Boule se fait enfermer dans la cave. Bill, resté caché dans la poubelle, est emporté par un éboueur. Essayant d'ouvrir la porte et de crier au secours, Boule finit par sortir grâce à ses parents. Ils rattrapent ensuite la benne à ordure et, au terme d'une course épique, retrouvent Bill.
Décidant de quitter Paris, ils déménagent dans une charmante maison. Pendant que son père fait le ménage, il découvre les dessins qu'il a jetés dans l'ancien immeuble et se trouvant plutôt doué, décide de faire une bande dessinée sur son fils et sur son chien.

## Fiche technique
Sauf indication contraire, les informations mentionnées dans cette section peuvent être confirmées par la base de données cinématographiques IMDb,  présente dans la section « Liens externes ».
- Titre original : Boule et Bill (autre typographie : Boule & Bill)
- Réalisation : Alexandre Charlot et Franck Magnier
- Scénario : Alexandre Charlot et Franck Magnier, d'après la bande dessinée jeunesse Boule et Bill de Jean Roba
- Musique : Alexandre Azaria
- Direction artistique : Loïc Chavanon
- Décors : Ambre Fernandez et Herald Najar
- Costumes : Magdalena Labuz
- Photographie : Axel Cosnefroy
- Son : Sébastien Wera, Loic Collignon, Philippe Kohn, Nicolas Tran Trong, Michel Schillings
- Montage : Cyril Nakache et Samuel Danési
- Productions : Cyril Colbeau-Justin et Jean-Baptiste Dupont
  - Production déléguée : David Giordano
  - Coproduction : Serge de Poucques, David Claikens, Lilian Eche, Sylvain Goldberg, Christel Henon, Nadia Khamlichi, Adrian Politowski, Alex Verbaere et Gilles Waterkeyn
- Sociétés de production[2] :
  - France : LGM Productions, en coproduction avec Studiocanal, TF1 Films Production et BNP Paribas, avec la participation de Canal+, Ciné+, TF1, TMC et le CNC
  - Belgique : Umedia, en coproduction avec Nexus Factory, Fortis Film Fund et uFilm, en association avec uFund, avec la participation de la Région wallonne
  - Luxembourg : en coproduction avec Bidibul Productions, avec la participation du Fonds national de soutien à la production audiovisuelle du Luxembourg
- Sociétés de distribution[3] : Studiocanal (France) ; uDream (Belgique) ; Métropole Films Distribution (Québec) ; Frenetic Films (Suisse romande)
- Budget : 17 498 152 €[4]
- Pays de production :  France,  Belgique et  Luxembourg
- Langue originale : français
- Format[5] : couleur - 35 mm - 2,35:1 (Cinémascope) - son DTS
- Genre : comédie
- Durée : 82 minutes
- Dates de sortie[6] :
  - France, Belgique, Suisse romande : 27 février 2013[7],[8]
  - Québec : 16 août 2013[9]
- Classification[10] :
  - France : tous publics (conseillé à partir de 8 ans)[11],[12]
  - Belgique : tous publics (jeune public) (Alle Leeftijden)[7]
  - Suisse romande : interdit aux moins de 6 ans[13]
  - Québec : tous publics (G - General Rating)[9]

## Distribution
- Franck Dubosc[14] : Pierre Roba, le père[15]
- Marina Foïs[14] : Carine Roba, la mère
- Charles Crombez[16],[17] : Boule Roba
- Manu Payet : Bill (voix)
- Sara Giraudeau : Caroline (voix)
- Nicolas Vaude : le voisin du dessous
- Lionel Abelanski : le directeur de l'école

## Production

### La bande dessinée
Admis aux éditions Dupuis depuis 1957, l'auteur belge Jean Roba crée deux ans plus tard les personnages Boule et Bill, inspiré de son fils et de son chien, un cocker spaniel anglais. Il proposa tout d'abord à son directeur un mini-récit intitulé Boule et les Mini-Requins, scénarisé par Maurice Rosy. Les épisodes sont parus dans le magazine Spirou à partir du no 1132 du 24 décembre 1959. Le premier album 60 gags de Boule et Bill, reprenant les gags hebdomadaires les plus populaires du monde francophone, fut publié par la même maison en 1962.
La série compte quarante deux albums publiés depuis 1959 à 200 000 exemplaires par les éditeurs français et belges et à plus de 25 000 000 unités dans le monde. Elle a été traduite en sept langues. La série a fait l'objet d'une adaptation en dessins animés pour la télévision, dont l'une belge produite en 1975 et l'autre française en 2005.

### Pré-production
Ce n'est qu'en 2008, qu'une d'adaptation est lancée par Sombrero Productions qui confie le scénario à Christophe Turpin, mais le projet ne se concrétise pas. Finalement, ce sont Alexandre Charlot et Franck Magnier qui la transposent à l'écran, en tant que scénaristes et réalisateurs.
Ces derniers ont choisi de placer l'action de l'histoire en 1976 en raison d'une époque où ils avaient une dizaine d'années et d'un âge d'or de la série culte.

### Attribution des rôles
Au début de février 2012, les médias cinématographiques — le magazine Écran Total, à l'origine de tous — annoncent que Marina Foïs succède à Virginie Efira qui fut un temps pressentie pour le rôle de Carine, la maman de Boule, auprès de son époux Pierre interprété par Franck Dubosc. Charles Crombez, un jeune acteur belge de neuf ans repéré parmi deux cent jeunes garçons, incarne le personnage de Boule. Quant à Bill, il est interprété par un vrai cocker — et non en images de synthèse.
Originellement, Alexandre Charlot et Franck Magnier ayant pensé à Franck Dubosc dans le rôle du père tout en écrivant le scénario, les producteurs de LGM Productions Cyril Colbeau-Justin et Jean-Baptiste Dupont ont alors fait lire le texte à l'humoriste qui a donné son accord. Les réalisateurs-scénaristes et Franck Dubosc voyaient avant tout Marina Foïs pour la voix de la tortue Caroline en raison de « son énergie et son humour » : tout a changé lorsque l'actrice, après avoir lu le scénario, « a trouvé le rôle de la mère formidable », et, finalement, elle interprète la maman de Boule.
Le journal belge L'Avenir découvre, au début d'avril 2012, un jeune verlainois de neuf ans appelé Eliott Babaja qui est choisi comme doublure de Charles Crombez. Sa mission est de remplacer ce dernier, seulement au vu du dos en pleine action.
Quant à Bill, trois cockers suffisent pour incarner le célèbre personnage canin, dont le premier occupait presque toutes les scènes même si, contrairement à celui de la bande dessinée, il aime se baigner, le second urinait à la demande et le troisième était « chargé de missions spécifiques comme remuer la queue très vite ».

### Tournage
Prévu en douze semaines, le tournage a lieu en fin de mars 2012 à Paris, à Bruxelles et au Luxembourg. L'équipe d'uMedia (en) commence par les villes Verlaine, Uccle, Ixelles et Schaerbeek en Belgique, à compter du 26 mars au 23 avril 2012. Le Tax shelter, Wallimage et la Région flamande ont financé la coproduction à hauteur de trois millions d’euros.

### Musique
La musique du film est composée par Alexandre Azaria, supervisée par Pascal Mayer pour Noodles, enregistrée au studio Dada à Bruxelles et mixée au Studio Question de Son[réf. nécessaire].
Le groupe pop-rock français Starliners interprète la reprise de la chanson Les Rois Mages de Sheila (1971) à la fin du générique.

### Promotion
Une vidéo sur les coulisses du tournage est publiée le 4 septembre 2012 sur Internet, représentant les premières images du film avant la sortie de la bande-annonce.

## Accueil

### Sortie
La sortie de Boule et Bill, alors prévue pour le 6 février 2013, a été repoussée au 27 février 2013 comme en Belgique et en Suisse romande. Quant au reste des pays francophones, il est projeté au Canada à partir du 19 avril 2013.

### Festivals
En Amérique du Nord, Boule et Bill a été présenté en avant-première le 6 mars 2013 au Festival International du film pour enfants de Montréal 2013 (FIFEM).
Il fut également au Festival 2 cinéma de Valenciennes du 18 au 24 mars 2013 au profit du Ciné-Zoo ayant lieu sur la Place d'Armes parmi la trentaine d’animaux-acteurs,.

### Accueil critique
Les avis des critiques du cinéma et des spectateurs sont très négatifs : 1,5 et 1,8 sur 5 sur le site AlloCiné.
À la veille de sa sortie nationale, Le Journal du dimanche « ne retrouve pas, sur grand écran, la fraîcheur et le grain de folie délicieusement décalé des personnages d’origine ».
Olivier Delcroix du Figaro le considère comme le « nanar de la semaine » en ajoutant « on assiste plutôt à un drame social, profondément mélancolique (…) et on s'ennuie ferme et les enfants dans la salle bâillent dès la dixième minute ». Isabelle Regnier du Monde juge que « le scénario est mécanique, les gags aussi, qui tombent tellement à plat qu'ils n'arrachent pas un sourire, même aux enfants. Quant à la mise en scène, elle triche à tous les étages : les courses sur skateboard sont bidons, les dialogues post-synchronisés ».
En Belgique, le chroniqueur Hugues Dayez de RTBF qui connaît bien l'auteur de la bande dessinée Jean Roba a écrit, au jour de la sortie du film, que « le projet d’Alexandre Charlot et Franck Magnier (scénaristes du pénible Astérix aux Jeux Olympiques) est, dès le départ, absurde (…). La démarche des producteurs de ce film est cynique (…) pour faire n’importe quoi : une pochade pénible, avec des gags poussifs… Et, en guise de cadeau bonus, le pire acteur français des années 2000 : Franck Dubosc ».
En revanche, La Dernière Heure juge que même si le film « ne marquera pas l’histoire du cinéma (…) les enfants de moins de dix ans devraient craquer devant tant de gentillesse et profiter pleinement d’un divertissement ».
Les moyennes du premier opus sont plus faibles que le deuxième opus. La critique spécialisée et l'avis des spectateurs sont négatifs : le film recueille une moyenne d'avis respectivement de 2,2/5 et de 2,1/5 selon Allociné.

### Box-office
Ce film a attiré 204 534 spectateurs le jour de sa sortie, selon CBO Box-office, et a battu Möbius d'Éric Rochant, sorti le même jour avec 95 717 entrées.
En une semaine, il compte 871 475 entrées et se place au premier rang du box-office français. Pour sa seconde semaine, il est toujours à la première place avec 1 411 445 entrées, soit 539 970 en plus dans 623 cinémas, devant 20 ans d'écart de David Moreau et Au bout du conte d'Agnès Jaoui. Au bout de la troisième semaine, il descend au quatrième place, après Le Monde fantastique d'Oz de Sam Raimi situé à la première place, Jappeloup de Christian Duguay et 20 ans d'écart de David Moreau. Il termine sa carrière française en totalisant 2 005 000 entrées.
| Pays                | Box-office        | Date de sortie    | Distributeur                 | Source |
| Box-office France   | 2 005 000 entrées | 27 février 2013   | StudioCanal                  | [ 42 ] |
| Box-office Belgique | 100 271 entrées   | 27 février 2013   | uDream                       | [ 46 ] |
| Box-office Suisse   | 39 405 entrées    | 27 février 2013   | Frenetic Films (de)          | [ 47 ] |
| Box-office Maroc    | 9 145 entrées     | ?                 | ?                            | [ 48 ] |
| Box-office Québec   | 8 169 entrées     | 16 août 2013      | Métropole Films Distribution | [ 49 ] |
| Box-office Finlande | 6 995 entrées     | 1er novembre 2013 | Snapper Films (fi)           | [ 50 ] |
| Box-office Monde    | 2 168 985 entrées | 27 septembre 2013 |                              |        |

## Anachronismes
- En se promenant dans le Paris de 1976, au début du film, on peut apercevoir le pyramidion dorée de l'Obélisque de la Concorde, qui a pourtant été installé en mai 1998, et non pas dans les années 70.
- À la poursuite du camion poubelle, on entend La Java de Broadway de Michel Sardou dans une voiture. La chanson a été enregistrée en 1977, alors que le film se déroule un an auparavant.
- À la fin du film, on voit Pierre créer la BD Boule et Bill, alors que Jean Roba ne l'a créée qu'au tout début des années 60.
- La partition de piano "dialogue taquin" jouée durant la leçon de piano est une photocopie d'un recueil de la collection pianorama volume 1 éditée dans les années 2000.

## Mercatique
À l'occasion de ce film, la société Hachette Jeunesse publie le 13 février 2013 Boule et Bill, le roman du film de Christine Féret-Fleury dans la collection Bibliothèque rose.

## Éditions en vidéo
Le film est sorti en DVD le 27 juin 2013 en France.

## Suite
Une suite du film, Boule et Bill 2, a été tournée en 2016 et est sortie en salles le 12 avril 2017. Seul Franck Dubosc revient, Marina Foïs ayant décidé de ne pas continuer. Elle est remplacée par Mathilde Seigner.